# Tervola
Tervola est une municipalité du nord-ouest de la Finlande, en Laponie.

## Géographie
Le village de Tervola est située entre les villes de Rovaniemi (à 70 km) et Kemi (à 45 km), traversé par le fleuve Kemijoki. Située dans le sud de la Laponie, assez peu vallonnée, la commune est bordée par les municipalités de Simo et Keminmaa au sud, Tornio à l’ouest, Rovaniemi au nord et Ranua à l’est.

## Démographie
Depuis 1980, la démographie de Tervola a évolué comme suit, :
| Année      | 1980  | 1985  | 1990  | 1995  | 2000  | 2005  |
| ---------- | ----- | ----- | ----- | ----- | ----- | ----- |
| population | 4 631 | 4 471 | 4 170 | 4 079 | 3 895 | 3 679 |

| Année      | 2010  | 2015  | 2020  |
| ---------- | ----- | ----- | ----- |
| population | 3 444 | 3 195 | 3 007 |

## Transports

### Liaisons routières
La route nationale 4 traverse la municipalité du côté ouest du fleuve Kemijoki et la route régionale 926 du côté est du fleuve.
Rovaniemi est accessible depuis le centre de Tervola par deux itinéraires dont la longueur est d'environ 75 km.
Tervola est aussi traversée par les routes régionales 927 (Tervola-Tornio), 923 (Tervola-Simo) et 929 (Tervola-Ylitornio).

### Transports ferroviaires
Tervola est sur la ligne Laurila–Kelloselkä et presque tous les trains de voyageurs de VR circulant sur la ligne s'arrêtent à la gare de Tervola.

### Services de bus
Plusieurs bus assurent une liaison avec Kemi et Rovaniemi chaque jour.
L'opérateur principal était Veljekset Salmela Oy.

## Personnalités
- Päivi Alafrantti, lanceur de javelot
- Arto Paasilinna, écrivain
- Erno Paasilinna, écrivain
- Reino Paasilinna, politicien

## Galerie

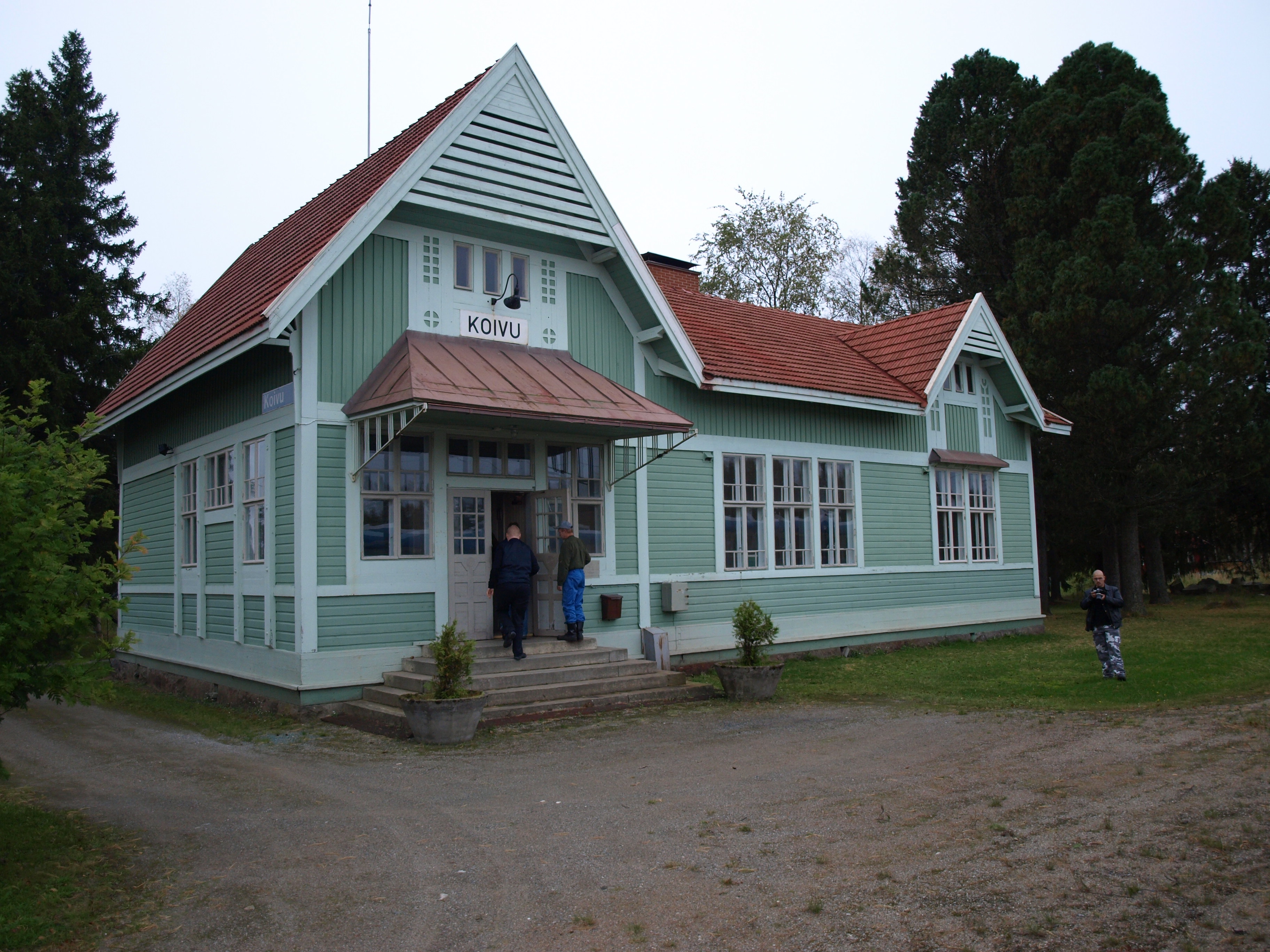
La gare ferroviaire de Koivu.
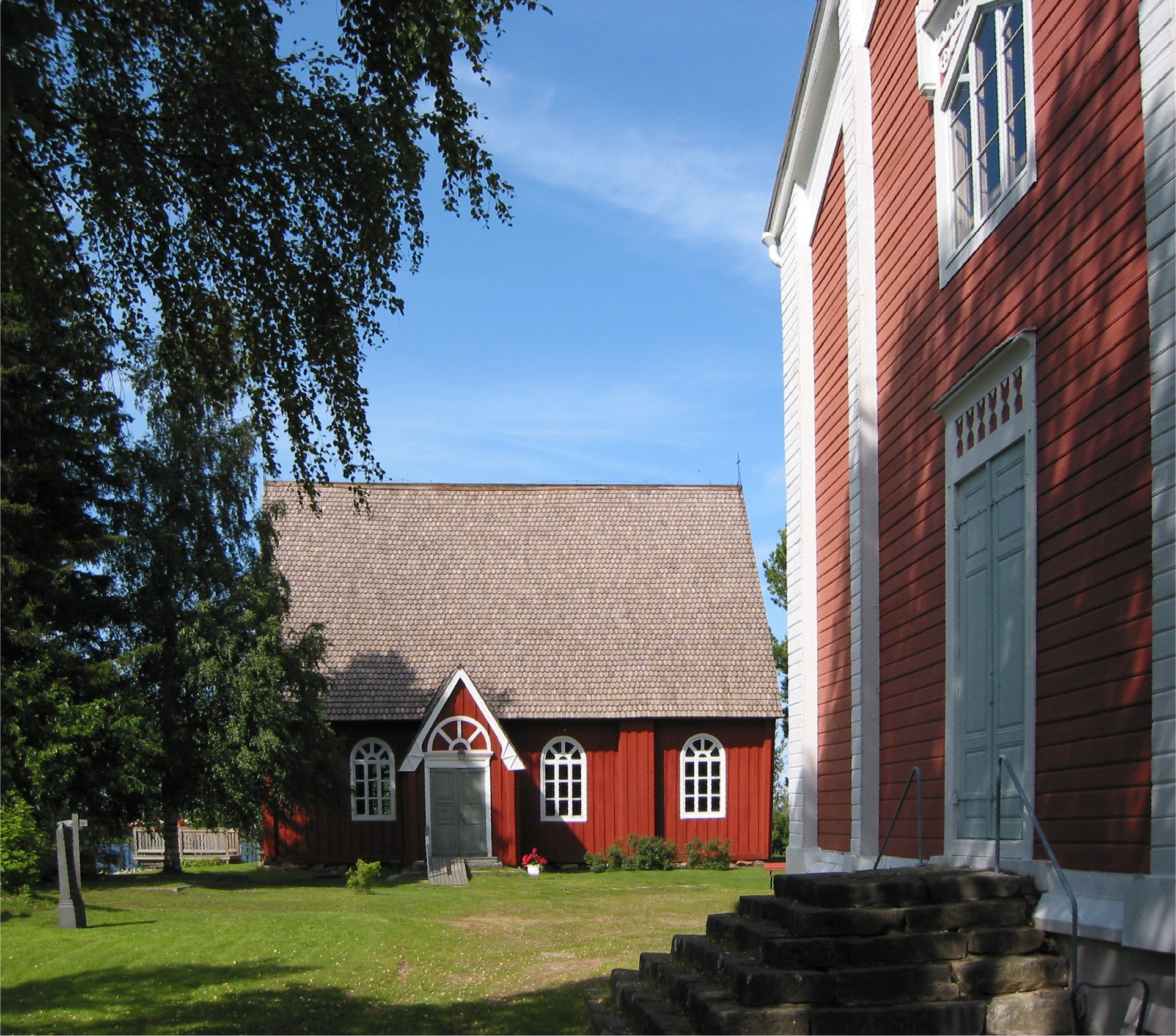
L’ancienne église de Tervola.
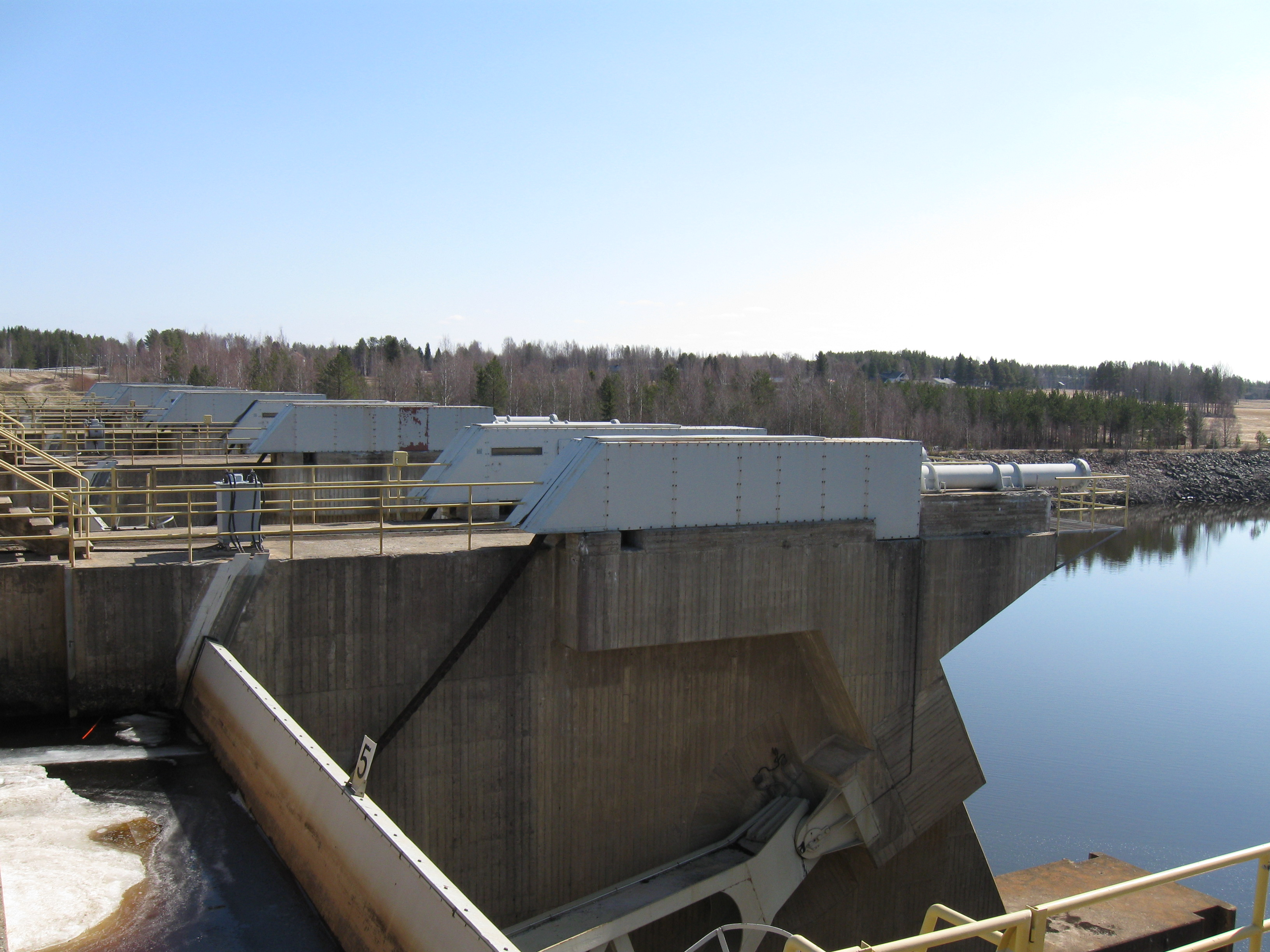
La centrale hydroélectrique d'Ossauskoski à Tervola.
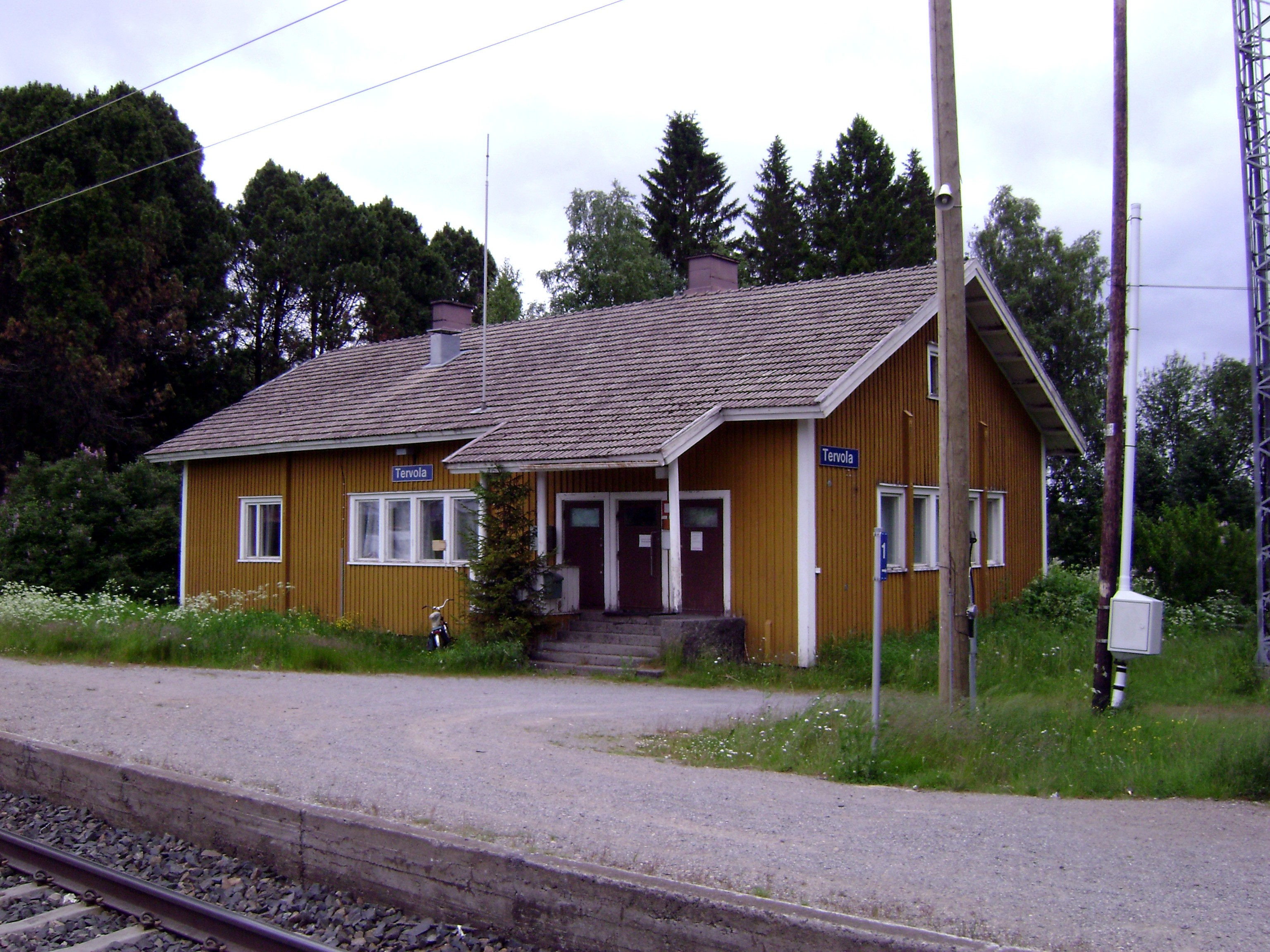
La gare ferroviaire de Tervola.
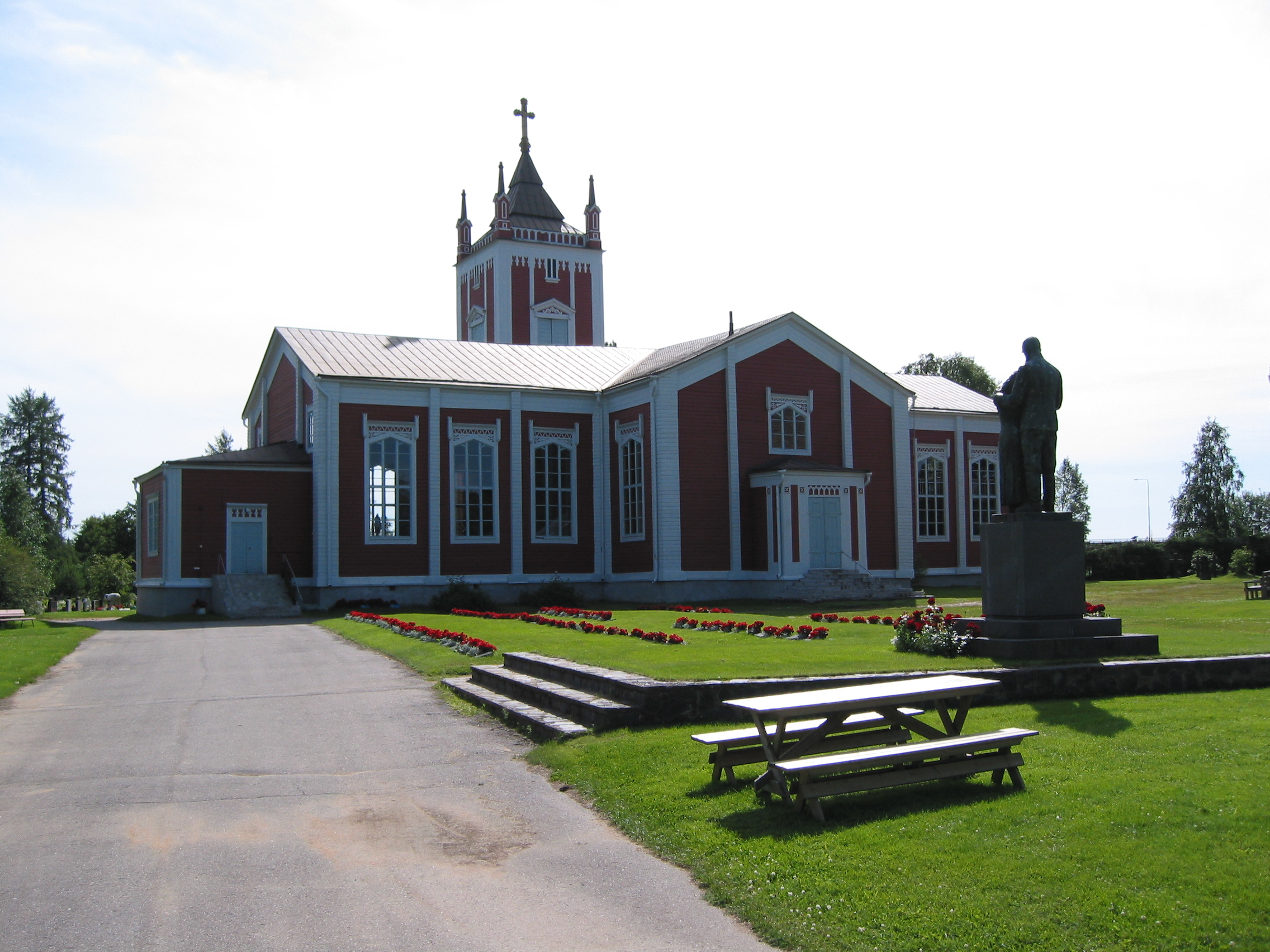
L’église nouvelle de Tervola.